# Ambtman
Een ambtman (Amtmann, lat. iudex), meervoud ambtlieden, is de middeleeuwse benaming voor een beheerder van een landstreek of woud, in Holland en Vlaanderen ook schout en in andere streken ook amman genoemd. Een ambtman kon ook zijn aangesteld voor de rechtspleging, een andere benaming was dan baljuw, vanaf de 19e eeuw wordt hij ook drost genoemd.
In de middeleeuwen werden vaak op basis van het plaatselijk geldend leenstelsel, afspraken gemaakt tussen een leenheer en een ambtman, dat een landgoed van koning of vorst door een ambtman werd beheerd.
Bij de hertog van Gelre was een ambtman een (hoge) bestuurder van een gebied namens de Hertog. De functie was vergelijkbaar met die van een burgemeester of met een hogere rang dan die van schout. De functie was vaak erfelijk en kon ook verkocht worden.
Als het om woud of bos ging, zag de ambtman, afhankelijk van de gemaakte afspraken, toe op het onderhoud van het woud, het kappen en de verwerking van het hout, het innen van de woudpacht en was hij opzichter over de in het woud werkzame personenen (forestarii).
In (oudere) Nederlandse vertalingen van het Oude Testament in de Bijbel, wordt het woord gebruikt voor een persoon die ermee belast is anderen te berechten, te besturen of om  toezicht uit te oefenen.

## Trivia
In het Oude testament, in Spreuken 6 : 7, wordt van mieren gezegd dat zij geen overste, ambtman noch heerser hebben.